# Élections législatives suédoises de 2022
Les élections législatives suédoises de 2022 se déroulent le 11 septembre 2022 afin de renouveler pour quatre ans les 349 membres du parlement monocaméral suédois, le Riksdag. Des élections municipales et régionales ont lieu simultanément.
Le scrutin donne lieu à une alternance. Le gouvernement minoritaire sortant de la Première ministre Magdalena Andersson, du Parti social-démocrate suédois des travailleurs, cède la place à Ulf Kristersson, dirigeant du parti des Modérés. Ce dernier forme un gouvernement de coalition avec les Chrétiens-démocrates (KD) et Les Libéraux (L) bénéficiant du soutien sans participation des Démocrates de Suède.

## Contexte

### Législatives de 2018

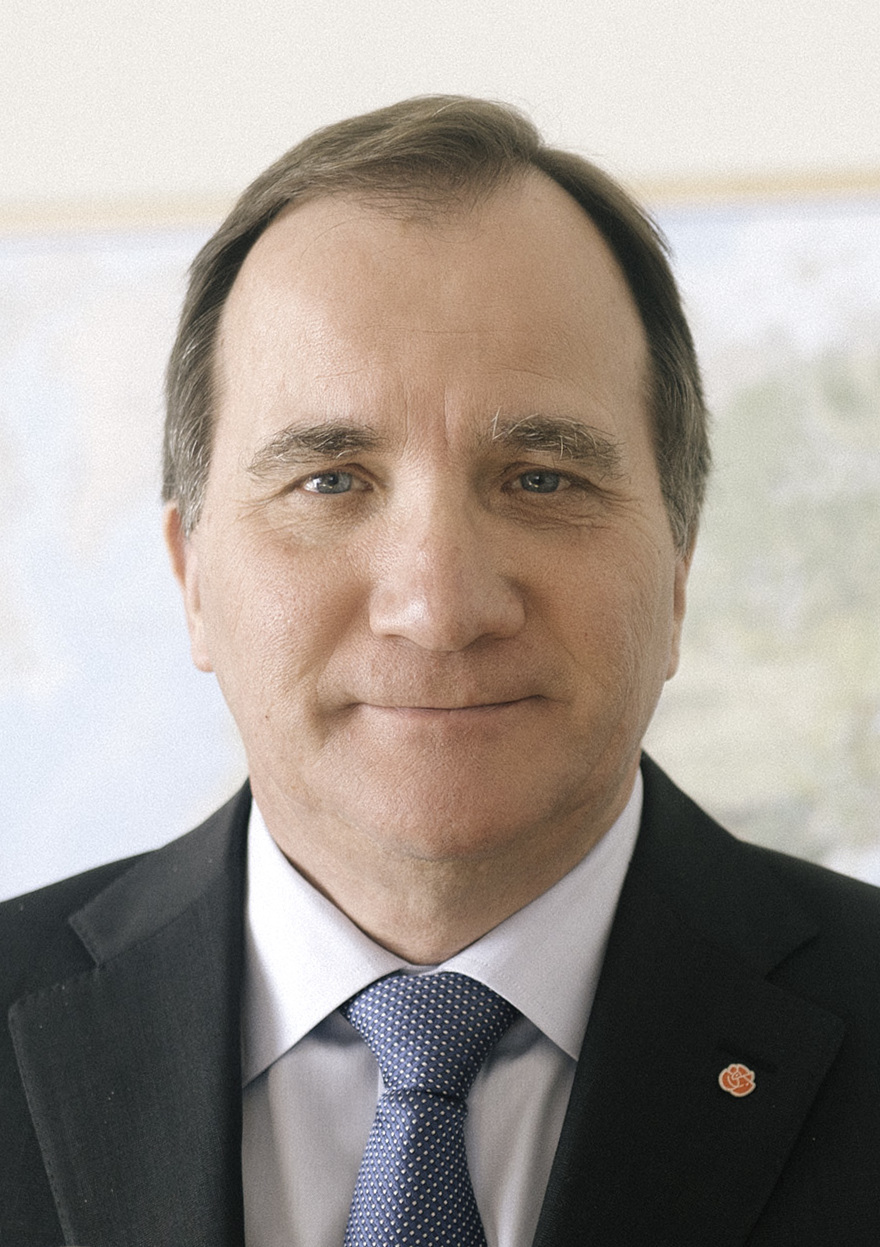
Stefan Löfven

Les législatives de septembre 2018 connaissent un taux de participation de 87,18 %, soit le plus élevé depuis 33 ans. Mené par le Premier ministre Stefan Löfven, le gouvernement de coalition minoritaire de centre gauche sortant, composé du Parti social-démocrate suédois des travailleurs et du Parti de l'environnement Les Verts, recule, obtenant un tiers des sièges. Avec l'appui du Parti de gauche, qui lui offrait un soutien sans participation dans la législature sortante, il demeure néanmoins le principal bloc au Parlement, avec 42 % des sièges. L'Alliance, le bloc des partis d'opposition de centre droit composé des Modérés, du Parti du centre, des Chrétiens-démocrates et des Libéraux, progresse légèrement et talonne le bloc de gauche, n'obtenant qu'un siège de moins. Le parti Démocrates de Suède progresse nettement, bien qu'en deçà de ce que ne le laissaient supposer les sondages, ce qui lui permet d'obtenir le plus important gain en sièges.
L'absence d'une majorité nette et le refus des trois blocs de coopérer entre eux conduisent à plusieurs mois d'une difficile formation d'un gouvernement, avant de finalement voir reconduit le gouvernement sortant à la faveur de l'éclatement de l'Alliance. Le 19 janvier 2019, après 131 jours de négociations, Stefan Löfven est reconduit au poste de Premier ministre grâce au soutien du parti du centre et des libéraux, qui refusent le rapprochement avec les Démocrates de Suède avancé par les Modérés et les Chrétiens-démocrates,.

### Crise politique de 2021
Le Premier ministre est par la suite confronté à une crise politique courant juin 2021, le Parti de Gauche annonçant le retrait de son soutien en réaction à un projet de suppression du contrôle des loyers pour les logements neufs, un sujet sur lequel le parti s'était fortement engagé en 2019. Le 21 juin 2021, Stefan Löfven est l'objet d'une motion de censure votée à la majorité absolue par 181 voix pour, 109 contre et 51 abstentions. L'évènement constitue une première historique, la Suède n'ayant auparavant jamais été confrontée à la chute d'un gouvernement par une motion de censure. Après plusieurs jours de spéculations sur l'organisation d'élections anticipées, Löfven annonce le 28 sa démission, ouvrant la voie à une nouvelle période de formation d'un gouvernement. Considérablement plus courte que la précédente, cette dernière voit Löfven présenter un nouveau gouvernement qui se voit voter la confiance le 7 juillet par 116 voix pour, 173 voix contre et 60 abstentions. Le système parlementaire suédois ne requérant pas l'obtention d'une majorité en faveur de la confiance, mais simplement l'échec d'un vote contre à la majorité absolue de 175 voix sur 349, le gouvernement Löfven III entre en fonction.

### Gouvernement Andersson

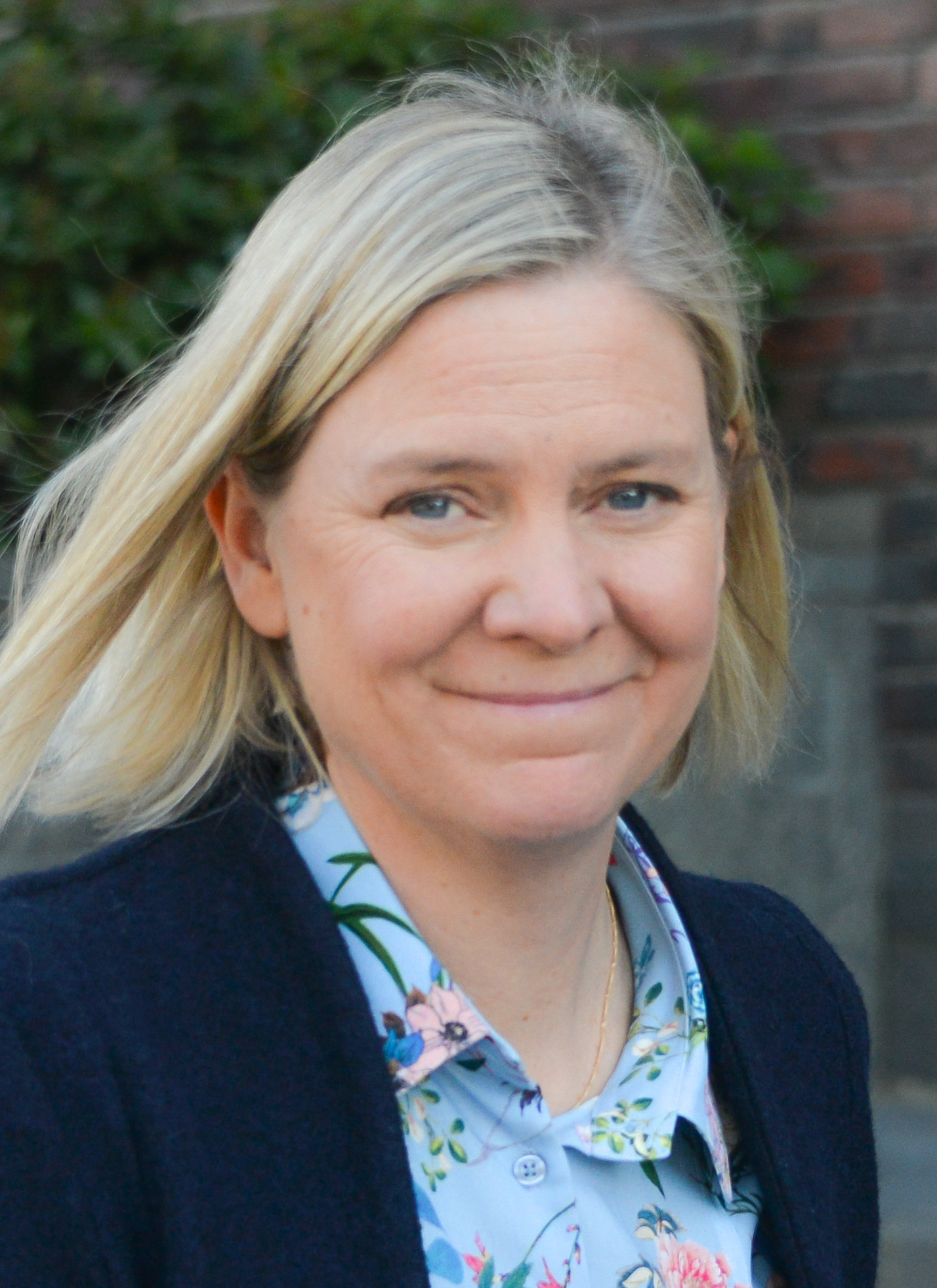
Magdalena Andersson

Le Premier ministre demeure néanmoins considérablement affaibli politiquement par la crise. Le mois suivant, il annonce ne pas se représenter à l'élection interne de novembre 2021 pour la présidence du Parti social-démocrate suédois des travailleurs, ainsi que son intention de quitter ses fonctions de Premier ministre après l'élection de son successeur à la tête du parti. L'élection interne voit la victoire de Magdalena Andersson, et Löfven démissionne comme annoncé le 10 novembre 2021.
Magdalena Andersson se soumet au vote des députés du Riksdag le 24 novembre suivant, et remporte l'investiture par 117 voix pour, 174 contre et 57 abstentions. Ce vote de confiance est ainsi obtenu de justesse grâce à un accord de dernière heure avec le Parti de gauche sur une augmentation des petites retraites. Andersson perd néanmoins l'appui du Parti du centre, qui s'opposait à cette concession et dont le soutien était nécessaire pour faire adopter son projet de budget. C'est par conséquent le budget préparé par l’opposition de droite qui est adopté. A peine désignée, Andersson décide cependant de renoncer quelques heures plus tard, avant même d'avoir été présentée au roi Charles XVI Gustave, à la suite du retrait du Parti de l'environnement de la coalition. Ce dernier s'oppose en effet à la disponibilité exprimée par la nouvelle cheffe du gouvernement à gouverner avec la loi de finances proposée par l'opposition et adoptée juste après son investiture.
Andersson est toutefois réélue Première ministre le 29 novembre par 101 voix pour, 173 contre et 75 abstentions. Première femme à accéder à la fonction de Première ministre en Suède, elle forme un gouvernement minoritaire composé des seuls membres de son parti, puis prononce le lendemain un discours de politique générale axée sur la lutte contre l'insécurité,.

## Système électoral

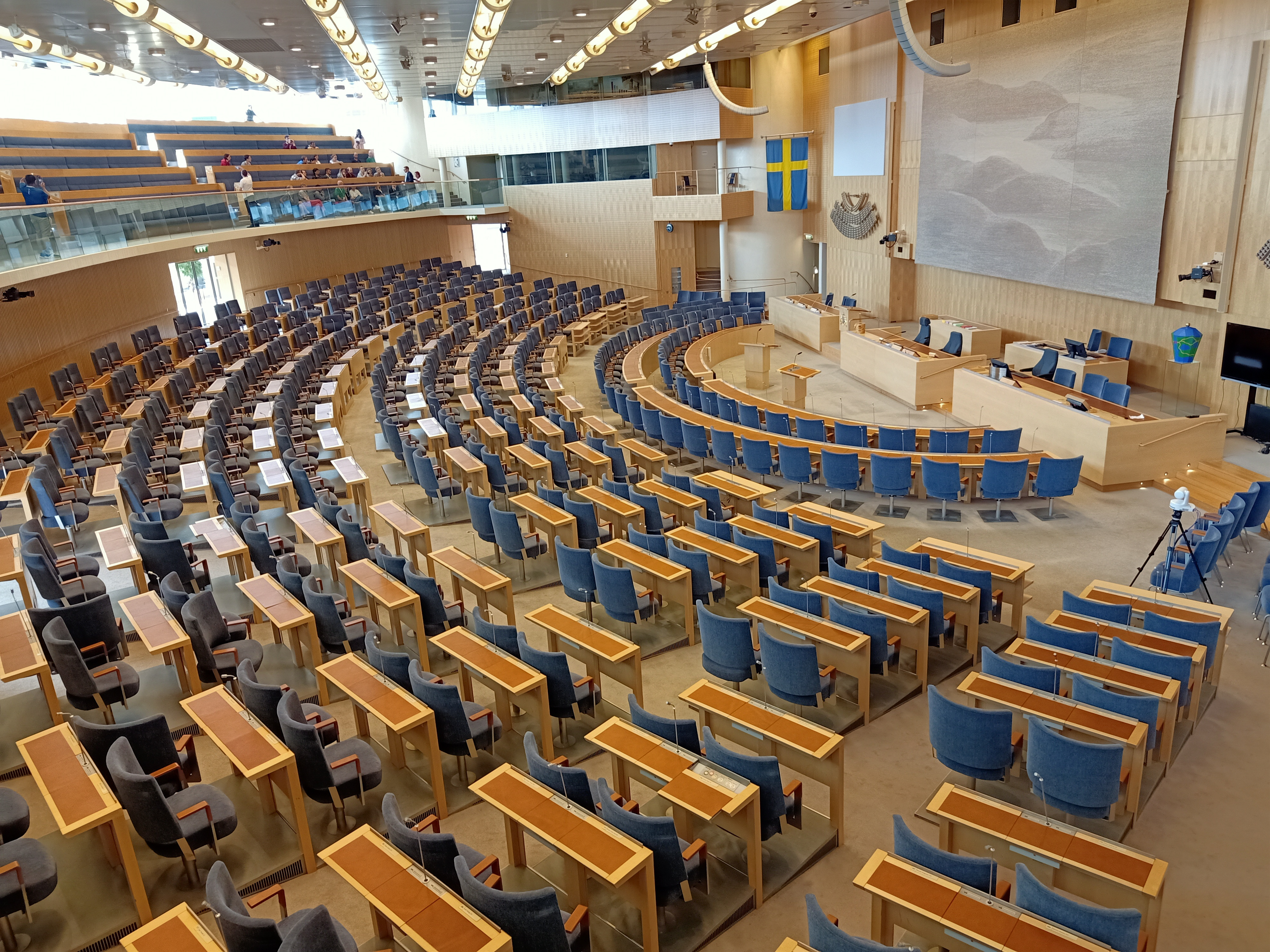
Intérieur du Riskdag

Le Riksdag est composé de 349 sièges pourvus pour quatre ans au scrutin proportionnel plurinominal. La Suède possède la particularité d'avoir des élections à dates fixes combinées à un régime parlementaire dans lequel des élections anticipées peuvent être convoquées. Dans ce dernier cas, la législature nouvellement élue ne l'est que pour le restant du mandat de quatre ans entamé par la législature précédente. Des élections législatives sont par conséquent organisées quoi qu'il arrive le second dimanche du mois de septembre à intervalles de quatre ans, en même temps que les élections municipales et régionales.
Sur ce total, 310 sièges sont à pourvoir dans 29 circonscriptions dont la taille varie de 2 à 34 sièges en fonction de la population. Les listes de parti sont ouvertes, les électeurs ayant la possibilité de voter de manière préférentielle pour l'un des candidats de la liste du parti. Après le dépouillement du scrutin, les sièges sont répartis selon une version modifiée de la méthode de Sainte-Laguë entre les partis qui ont atteint le seuil électoral de 4 % des suffrages exprimés au niveau national. Les partis qui atteignent le pourcentage de 12 % des suffrages exprimés dans une seule circonscription peuvent encore obtenir des sièges, mais uniquement dans cette circonscription,.

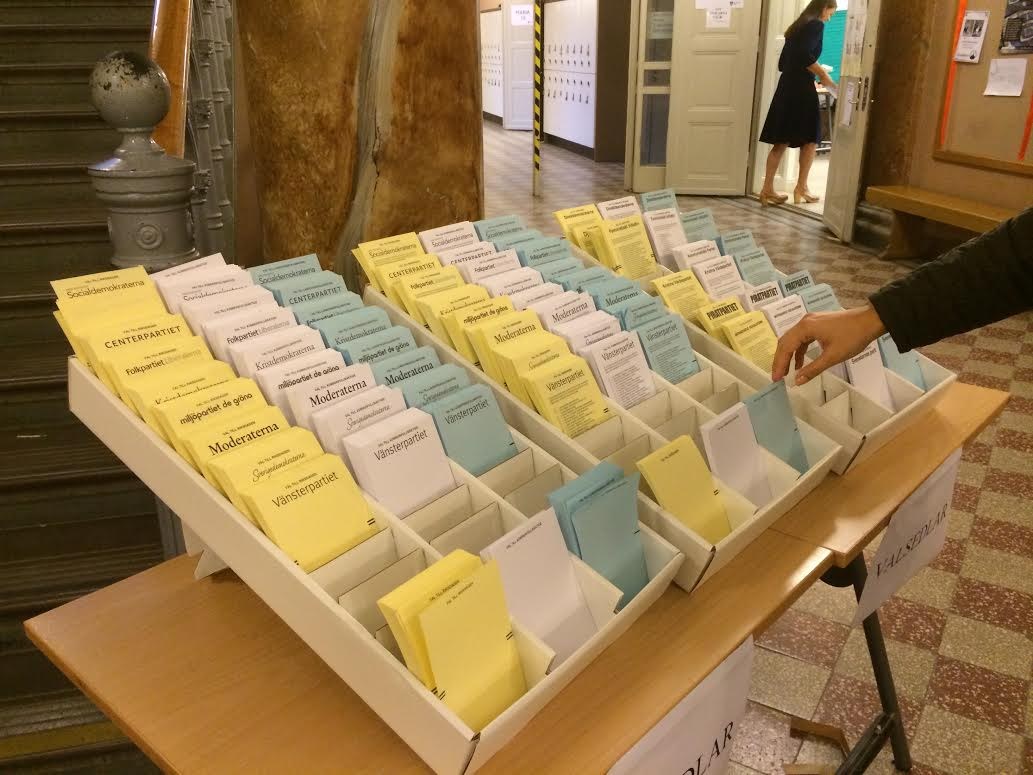
Bulletins de vote utilisés.

Les 39 sièges restants, dits compensatoires, sont attribués aux différents partis dont le cumul des voix obtenues dans les circonscriptions dépasse le seuil de 4 % des suffrages exprimés au niveau national, afin de rapprocher le plus possible la répartition finale des sièges de celle des suffrages exprimés,.
Autorisé depuis 1988, le vote préférentiel permet à un candidat d'être prioritaire dans la répartition des sièges obtenus par son parti si ses votes préférentiels atteignent au moins 8 % du total des suffrages obtenus par ce parti dans sa circonscription,. Un seul vote préférentiel est autorisé. Les bulletins en comportant davantage sont toujours valides, mais leurs votes préférentiels ne sont pas pris en compte. Le taux d'électeurs ayant recours à un vote préférentiel varie grandement d'un scrutin à un autre. Il était ainsi de 26 % en 2002 aux législatives, contre 59 % en 2004 aux européennes.
Les électeurs ont à leur disposition trois types de bulletin de vote : soit un bulletin ne comportant que le nom d'un parti, soit un bulletin comportant également la liste de tous les candidats présentés par ce parti dans la circonscription, permettant d'effectuer un vote préférentiel en cochant une case près d'un nom, soit un bulletin vide où l'électeur peut écrire lui-même le nom d'un parti. Les bulletins des différents scrutins organisés simultanément sont identifiables par leurs couleurs : jaunes pour les législatives, bleu pour les régionales et blanc pour les municipales.
Les élections sont précédées d'une période de dix-huit jours au cours de laquelle peut être fait recours à un vote anticipé. Toutes les municipalités doivent obligatoirement ouvrir au moins un bureau de vote à cet effet, également ouvert le jour des élections proprement dites. La loi électorale autorise également le vote par procuration tandis que les Suédois résidant à l'étranger peuvent avoir recours à un vote postal. Dans ce dernier cas comme dans celui d'un vote anticipé, l'électeur peut malgré tout voter en personne s'il change d'avis, auquel cas son précédent vote est invalidé.

## Forces en présence
| Parti | Parti                                   | Chef de file                | Idéologie                                                                                   | Résultats en 2018  |
| ----- | --------------------------------------- | --------------------------- | ------------------------------------------------------------------------------------------- | ------------------ |
|       | Parti social-démocrate (S)              | Magdalena Andersson         | Centre gauche à gauche Social-démocratie                                                    | 28,26 % 100 sièges |
|       | Modérés (M)                             | Ulf Kristersson             | Droite Libéral-conservatisme, libéralisme économique                                        | 19,84 % 70 sièges  |
|       | Démocrates de Suède (SD)                | Jimmie Åkesson              | Droite à extrême droite National-conservatisme, opposition à l'immigration, euroscepticisme | 17,53 % 62 sièges  |
|       | Parti du centre (C)                     | Annie Lööf                  | Centre Social-libéralisme, humanisme, agrarisme                                             | 8,61 % 31 sièges   |
|       | Parti de gauche (V)                     | Nooshi Dadgostar            | Gauche Socialisme démocratique, féminisme, euroscepticisme                                  | 8,00 % 28 sièges   |
|       | Chrétiens-démocrates (KD)               | Ebba Busch                  | Centre droit Démocratie chrétienne, conservatisme social                                    | 6,32 % 22 sièges   |
|       | Les Libéraux (L)                        | Johan Pehrson               | Centre droit Social-libéralisme, europhilie                                                 | 5,49 % 20 sièges   |
|       | Parti de l'environnement Les Verts (MP) | Märta Stenevi et Per Bolund | Centre gauche Écologisme, euroscepticisme                                                   | 4,41 % 16 sièges   |

## Sondages

### Cinq derniers sondages avant les élections
Les résultats listés ne tiennent pas compte de l'abstention, les pourcentages pour chaque parti sont donc recalculés pour atteindre 100 %.
| Date              | Sondeur           | Échantillon       | S    | M    | SD   | C   | V   | KD  | L   | MP  | Autres |
| ----------------- | ----------------- | ----------------- | ---- | ---- | ---- | --- | --- | --- | --- | --- | ------ |
| Date              | Sondeur           | Échantillon       |      |      |      |     |     |     |     |     | Autres |
| Moyenne           | Moyenne           | Moyenne           | 29,2 | 17,3 | 20,5 | 7,4 | 7,6 | 5,5 | 5,4 | 5,9 | 1,1    |
| 9 septembre       | Ipsos             | 1992              | 28,8 | 18,2 | 21,0 | 8,0 | 7,4 | 4,8 | 4,2 | 5,8 | 1,8    |
| 9 septembre       | SKOP              | 1919              | 28,6 | 16,3 | 19,3 | 7,6 | 8,0 | 6,0 | 6,0 | 7,4 | 0,8    |
| 9 septembre       | Demoskop          | 2321              | 29,5 | 18,7 | 20,5 | 7,9 | 6,9 | 5,3 | 4,9 | 5,3 | 1,0    |
| 8 septembre       | Sifo              | 2358              | 29,0 | 16,2 | 20,7 | 6,6 | 7,9 | 6,1 | 6,0 | 6,4 | 1,1    |
| 8 septembre       | Novus             | 1500              | 30,3 | 17,1 | 21,2 | 7,1 | 7,8 | 5,2 | 5,9 | 4,5 | 0,9    |
| Élections de 2018 | Élections de 2018 | Élections de 2018 | 28,3 | 19,8 | 17,5 | 8,6 | 8,0 | 6,3 | 5,5 | 4,4 | 1,7    |

Les sondages montrent peu de changement par rapport aux élections d'il y a quatre ans. Les deux « blocs » (S-C-V-MP d'un côté, M-SD-KD-L de l'autre) sont côte-à-côte (50,1% contre 48,7%) et les partis obtiendraient des résultats similaires à ceux de 2018. Une légère tendance est cependant présente : les Démocrates de Suède sont en hausse (+3 points de pourcentage), au détriment des Modérés (-2,5 points).

## Campagne
L'invasion de l'Ukraine par la Russie le 24 février 2022 entraine l'irruption dans la campagne du sujet de l'adhésion de la Suède ainsi que de la Finlande voisine à l'Organisation du traité de l'Atlantique nord. L'invasion provoque ainsi un large retournement d'opinion, les sondages donnant rapidement et pour la première fois des majorités favorables à ces adhésions. Les deux pays dits « non-alignés » ont alors pour accord tacite de rester en dehors ou de rejoindre l'OTAN de manière coordonnée,. Historiquement opposé à une telle adhésion, le Parti social-démocrate, le Parti de gauche et le Parti de l'environnement Les Verts font face à la pression du reste de la classe politique et de l'opinion, tandis que les Modérés en font leur principale promesse de campagne.
Le 22 août, Les Libéraux font face à une crise interne selon le Dagens Nyheter, car les quatre partis de droite M, SD, KD et L organisent conjointement une rencontre électorale à Falun afin de convaincre les électeurs qu'ils sont capables de travailler ensemble sur le nucléaire. Certains membres des libéraux critiquent le rapprochement entre leur parti et les Démocrates de Suède, jugeant la rencontre « inutile » ou comme « un coup de poignard dans le dos », alors que le parti a jusqu'alors été très réticent à travailler avec SD. Le président du parti Johan Pehrson a réagi en déclarant que visiter des centrales nucléaires n'était « pas une grande question idéologique ». Les autres forces politiques du bloc de droite soutiennent quant à elles cette rencontre.
La campagne s'est focalisée sur les questions sécuritaires, au point d'éclipser presque tous les autres sujets, alors que les affrontements entre bandes rivales ont fait 47 victimes entre janvier et septembre 2022,.
Les problématiques environnementales, dont le réchauffement climatique, ont été peu présentes dans le débat. Pour tenter d'interpeler les médias et les politiques près de 2 000 scientifiques suédois ont signé le 24 août une tribune dénonçant des politiques qui vont « à l'encontre des accords de Paris et des objectifs climatiques de la Suède […] Nous voulons croire qu'il s'agit d’une ignorance flagrante, car l'alternative serait que les politiciens se moquent de la gestion de la crise climatique ou se vendent pour gagner des voix à court terme ».

## Résultats
|                           |                                         |           |       |               |        |               |  |  |  |
| Parti                     | Parti                                   | Votes     | %     | +/−           | Sièges | +/−           |  |  |  |
|                           | Parti social-démocrate (S)              | 1 964 474 | 30,33 | 2,07          | 107    | 7             |  |  |  |
|                           | Démocrates de Suède (SD)                | 1 330 325 | 20,54 | 3,01          | 73     | 11            |  |  |  |
|                           | Modérés (M)                             | 1 237 428 | 19,10 | 0,74          | 68     | 2             |  |  |  |
|                           | Parti de gauche (V)                     | 437 050   | 6,75  | 1,25          | 24     | 4             |  |  |  |
|                           | Parti du centre (C)                     | 434 945   | 6,71  | 1,90          | 24     | 7             |  |  |  |
|                           | Chrétiens-démocrates (KD)               | 345 712   | 5,34  | 0,98          | 19     | 3             |  |  |  |
|                           | Parti de l'environnement Les Verts (MP) | 329 242   | 5,08  | 0,67          | 18     | 2             |  |  |  |
|                           | Les Libéraux (L)                        | 298 542   | 4,61  | 0,88          | 16     | 4             |  |  |  |
|                           | Parti de la Nuance (PNy)                | 28 352    | 0,44  | Nv.           | 0      | en stagnation |  |  |  |
|                           | Alternative pour la Suède (AfS)         | 16 646    | 0,26  | 0,05          | 0      | en stagnation |  |  |  |
|                           | Coalition citoyenne (MED)               | 12 882    | 0,20  | en stagnation | 0      | en stagnation |  |  |  |
|                           | Parti pirate (PP)                       | 9 135     | 0,14  | 0,03          | 0      | en stagnation |  |  |  |
|                           | Autres partis                           | 33 061    | 0,50  | –             | 0      | en stagnation |  |  |  |
|                           |                                         |           |       |               |        |               |  |  |  |
| Votes valides             | Votes valides                           | 6 445 298 | 98,93 |               |        |               |  |  |  |
| Votes blancs et invalides | Votes blancs et invalides               | 69 831    | 1,07  |               |        |               |  |  |  |
| Total                     | Total                                   | 6 515 129 | 100   | –             | 349    | en stagnation |  |  |  |
| Abstentions               | Abstentions                             | 1 227 765 | 15,79 |               |        |               |  |  |  |
| Inscrits / participation  | Inscrits / participation                | 7 775 390 | 84,21 |               |        |               |  |  |  |

|       |                                 |           |       |      |        |               |  |  |  |
| Parti | Parti                           | Voix      | %     | +/-  | Sièges | +/−           |  |  |  |
|       | Opposition sortante (SD-M-KD-L) | 3 195 474 | 49,58 | 0,40 | 176    | 2             |  |  |  |
|       | Gouvernement sortant (S-C-V-MP) | 3 152 001 | 48,90 | 0,38 | 173    | 2             |  |  |  |
|       | Autres partis                   | 97 823    | 1,52  | -    | 0      | en stagnation |  |  |  |
|       |                                 |           |       |      |        |               |  |  |  |
| Total | Total                           | 6 445 298 | 100   | –    | 349    | en stagnation |  |  |  |

## Analyses
La percée du parti Démocrates de Suède s'expliquerait par une campagne largement dominée par les thèmes de l’insécurité et de l’immigration. Pour le politologue Jean-Yves Camus « aborder les thèmes de l’extrême droite les légitime dans l’espace médiatique », une analyse partagée par le sociologue suédois Jan Christer Mattson, selon qui « il y a une normalisation des idées traditionnelles de l’extrême droite, et pas seulement en Suède. Les organisations que nous avions l’habitude d’appeler "extrémistes" étaient les Démocrates de Suède, tout comme le Front national... Nous avons désormais cessé de les appeler ainsi. Non pas parce qu’ils ont changé d’idéologie, mais parce qu’ils se sont fondus dans le débat public. »

## Conséquences

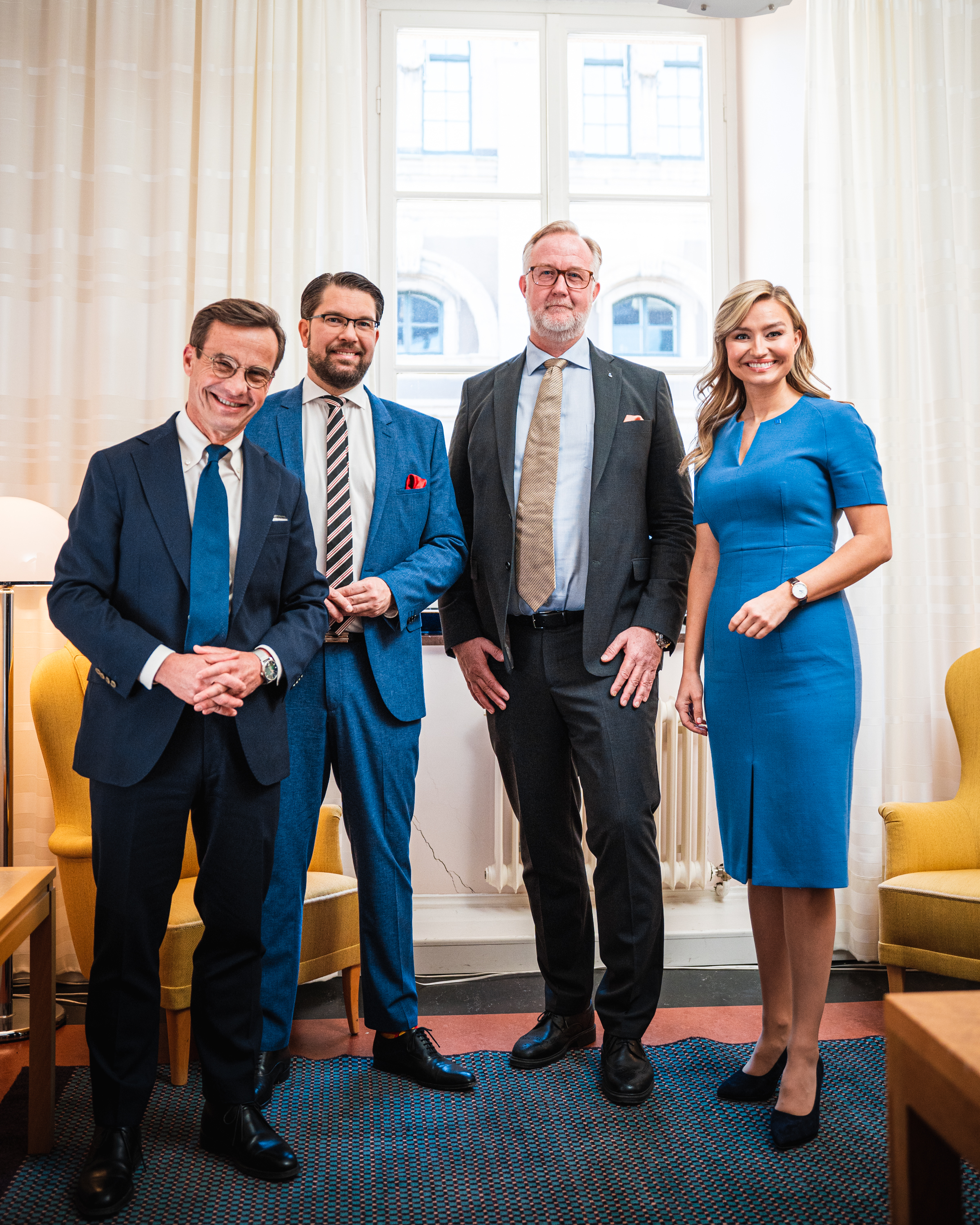
Ulf Kristersson, Jimmie Åkesson, Johan Pehrson et Ebba Busch réunis pour la signature de leur accord de coalition

La victoire des partis de droite et d'extrême droite est suivie d'une envolée du cours des actions des « välfärdsföretag », des compagnies privées financées par l'État pour fournir des services publics et dont les profits très élevés font l'objet de controverses. Le PDG d'AcadeMedia, entreprise leader sur le marché scolaire dont le cours des actions a bondi de 13 % en une journée, s'est réjoui dans la presse : « Le résultat de ces élections montre un fort soutien pour la liberté de choisir ». Une large majorité de Suédois serait pourtant favorable à l’interdiction des profits pour ce type de structure d'après des sondages ; les partis de gauche, contrairement à ceux de droite, s'étaient engagés à réguler ces profits.
La Première ministre Magdalena Andersson reconnait sa défaite et annonce sa démission, affirmant qu'« ils (les partis d’opposition) ont une avance d’un ou deux sièges au Parlement ».
Le 19 septembre, le président du Riksdag, Andreas Norlén, charge Ulf Kristersson de constituer le prochain gouvernement. Celui-ci demande le 12 octobre deux jours de délai supplémentaire pour boucler ses négociations, qu'il obtient. Le 14 octobre, il annonce avoir conclu un accord pour former une coalition avec les Chrétiens-démocrates (KD) et Les Libéraux (L), bénéficiant du soutien sans participation des Démocrates de Suède. Il est élu le  17 octobre suivant Premier ministre par le Riksdag, recevant 176 voix pour et 173 contre et devenant le premier chef de l'exécutif suédois à dépendre du soutien d'un parti d'extrême droite,.
L'accord de coalition donne une place prépondérante au programme des Démocrates de Suède sur les politiques d’immigration et de sécurité. Si le parti n'obtient aucun ministère, il est représenté au gouvernement par un bureau de coordination, où siégent des responsables du parti qui travaillent avec les équipes des ministères. Le budget doit être préparé par les quatre formations tandis que les chefs des partis formeront un « cabinet intérieur », chargé de veiller à la mise en œuvre de la politique définie par l’accord.